# ルブレドキシン-NAD(P)+レダクターゼ
ルブレドキシン-NAD(P)+レダクターゼ(rubredoxin-NAD(P)+ reductase)は、脂肪酸代謝酵素の一つで、次の化学反応を触媒する酸化還元酵素である。
還元型ルブレドキシン + NAD(P)+ {\displaystyle \rightleftharpoons } 酸化型ルブレドキシン + NAD(P)H + H+
この酵素の基質は還元型ルブレドキシンとNAD+（またはNADP+）で、生成物は酸化型ルブレドキシン、NAD(P)HとH+である。
この酵素は酸化還元酵素に属し、NAD+またはNADP+を受容体として鉄硫黄タンパク質に特異的に作用する。組織名はrubredoxin:NAD(P)+ oxidoreductaseで、別名にrubredoxin-nicotinamide adenine dinucleotide (phosphate) reductase、rubredoxin-nicotinamide adenine、dinucleotide phosphate reductase、NAD(P)+-rubredoxin oxidoreductase、NAD(P)H-rubredoxin oxidoreductaseがある。